# Georg Erdmann (Sportschütze)
Georg Marenus Gottlieb Erdmann (* 21. Februar 1875 in Hamar; † 22. Februar 1966 in Sandefjord) war ein norwegischer Sportschütze und Fechter. Er war Mitglied im Oslo Østre Skytterlag aus Oslo.

## Karriere
Erdmann nahm an den Olympischen Sommerspielen 1908 teil. Im Schießen belegte er mit dem Armeegewehr den 40. Platz mit 61 Punkten und im Freien Gewehr Dreistellungskampf mit 821 Punkten den 13. Platz. Außerdem war er im Fechten für den Einzelwettbewerb mit dem Säbel gemeldet, startete jedoch nicht.